# Xã Spring Valley, Quận Shannon, Missouri
Xã Spring Valley (tiếng Anh: Spring Valley Township) là một xã thuộc quận Shannon, tiểu bang Missouri, Hoa Kỳ. Năm 2010, dân số của xã này là 965 người.